# Stanisław Ciszewski
Stanisław Bronisław Ciszewski (ur. 8 grudnia 1865 w Krążku, zm. 27 maja 1930 w Warszawie) – polski etnograf, profesor Uniwersytetu Lwowskiego.
Był synem górnika Piotra i Anny z Cichowiczów. Kształcił się w gimnazjach w Częstochowie i Piotrkowie Trybunalskim (nie ukończył), uzyskał dyplom podaptekarza. W latach 1888–1889 pracował jako kustosz Działu Zoologicznego Muzeum Etnograficznego w Warszawie. W 1889 wyjechał na studia do Pragi, gdzie przez rok kształcił się na uniwersytecie w zakresie językoznawstwa i filozofii (m.in. pod kierunkiem Tomasza Garrigue Masaryka). W latach 1890–1891 studiował językoznawstwo na uniwersytecie w Zagrzebiu, następnie prowadził studia etnograficzne w Museum für Volkerkunde w Berlinie (1891–1895), wreszcie studiował historię, geografię i slawistykę na uniwersytecie w Lipsku (1895–1896). W Lipsku obronił pracę doktorską Künstliche Verwandtschaft bei den Südslaven (1897).
Od 1900 roku pracował jako urzędnik w biurach kolei warszawsko-wiedeńskiej i urzędzie akcyzowym w Sierpcu. W 1910 został mianowany profesorem nadzwyczajnym Uniwersytetu Lwowskiego i kierownikiem Katedry Etnografii i Etnologii; była to pierwsza polska katedra w dziedzinie etnologii. Prowadził wykłady z etnologii ogólnej i etnografii Australii i Oceanii. W krótkim czasie popadł w konflikt z władzami uczelni. Uważał, że dostał zbyt mało czasu na przygotowanie wykładów oraz narzekał na brak pomocy naukowych i odpowiedniej literatury. W efekcie zrezygnował z pracy na uniwersytecie w 1912 r. (poświęcił temu zdarzeniu artykuł Dlaczego ustąpiłem z katedry na Uniwersytecie Lwowskim, 1912). Powrócił do pracy urzędniczej, do 1914 pracował w biurze akcyzy w Makowie Mazowieckim. Lata I wojny światowej i następne spędził w Rosji (do 1924). Po powrocie do Polski był redaktorem naczelnym periodyku Prace Etnologiczne (1924–1930).
W pracy naukowej zajmował się obrzędami ludowymi, literaturą ludową, etymologią. Był inicjatorem szerokich badań nad pierwotnymi normami i ustrojami prawnymi, określił pojęcie „rodu” w różnych organizacjach społecznych, ustalił również etymologię tego słowa w różnych językach. Postawił własną koncepcję pierwotnej więzi społecznej, opartej na idei pokrewieństwa. Zajmował się pokrewieństwami fikcyjnymi – bliźnięctwem naturalnym (związki między ludźmi a przedstawicielami świata zwierzęcego, roślinnego i nieorganicznego), bliźnięctwem zewnętrznym (związek między dzieckiem poczętym a dzieckiem karmionym piersią tej samej matki), pokrewieństwem mlecznym (związek między akuszerką a odbieranym dzieckiem i jego matką), pokrewieństwem duchowym między nauczycielem a uczniem, więzią między drużbą a parą młodą, więzią między rodzicami chrzestnymi a innymi. Ponadto prowadził badania etymologiczne gwar polskich.

## Wybrane publikacje
- Lud rolniczo-górniczy z okolic Sławkowa w powiecie olkuskim[1] (1886)
- Lud jako twórca terminologii językoznawczej i niektórych nazw plemiennych (1888)
- Wzniecanie ognia za pomocą tarcia (1889)
- Próbka poezji ludowej chorwacko-serbskiej (1891)
- Krakowiacy (1897)[2]
- Objaśnienia wyrazów: cygaro, hamak, huragan, uragan, kannibal, orkan (1899)
- Wróżda i pojednanie[3] (1900)
- Ognisko. Studium etymologiczne (1903)
- Trepanowanie i skrobanie czaszek w celach leczniczych na Kaukazie (1911)
- Przyczynek do słownika gwary wielkopolskiej (1916)
- Pacierze, żydowskie pacierze i paciernik (1927)
- Żeńska twarz[4] (1927)

W latach 1910–1912 współpracował z pismami „Lud” i „Rozprawy Wydziału Historyczno-Filozoficznego AU w Krakowie”. W 1924 został członkiem korespondentem PAU. Jego uczniem był m.in. późniejszy profesor Uniwersytetu Jagiellońskiego Władysław Semkowicz, znawca nauk pomocniczych historii.